# Ботанический сад Аделаиды
Ботанический сад Аделаиды (англ. Adelaide Botanic Garden) — ботанический сад в городе Аделаида (штат Южная Австралия, Австралия). Сад расположен в северо-восточном углу центральной части города.

## История
Место для ботанического сада возле реки Торренс было запланировано полковником Уильямом Лайтом, но только в 1854 году, после публичного обращения к губернатору сэра Генри Янга, начались работы по созданию его там, где он сейчас расположен. Ботанический сад был основан в следующем году и официально открыт в 1857 году. Дизайн сада разрабатывался под влиянием Королевских ботанических садов в Кью (Англия) и Версаля (Франция).

## Пальмовая оранжерея
Пальмовая, или тропическая, оранжерея расположена на запад от главного озера. Оранжерея была импортирована из Бремена в 1875 и открыта в 1877 году. В 1995 году оранжерею восстановили.

## Сад роз
Сад роз является первым садом в своем роде в Австралии, где розы проверяются на предмет их пригодности для австралийского климата. Сад представляет собой совместное предприятие ботанического сада Аделаиде, Национального общества роз и цветочной промышленности. Он был создан на территории части бывшего муниципального трамвайного депо. Новые сорта выращиваются в течение двух сезонов, причем все растения обрабатывают абсолютно одинаково согласно садоводческой практике. Розы оцениваются группой из 10 опытных специалистов, результаты объявляются публично в конце испытания.
В 2004 году сэр Клифф Ричард посадил розу с именем «Сэр Клифф Ричард» в саду роз в окружении небольшой группы поклонников.

## Оранжерея Двухсотлетия
В 1987 году в рамках празднования двухсотлетия Австралии в Аделаиде была построена оранжерея Двухсотлетия, ее открыли в конце 1989 года. Здание было спроектировано местным архитектором Гаем Мароном, который завоевал награды за ее проектирование, инжиниринг и озеленение. Оранжерея имеет 100 метров в длину, 47 метров в ширину и 27 метров в высоту, что делает ее одной из крупнейших в Южном полушарии. В оранжерее растут растения тропических дождевых лесов из северной Австралии, Папуа Новой Гвинеи, Индонезии и островов южной части Тихого океана.

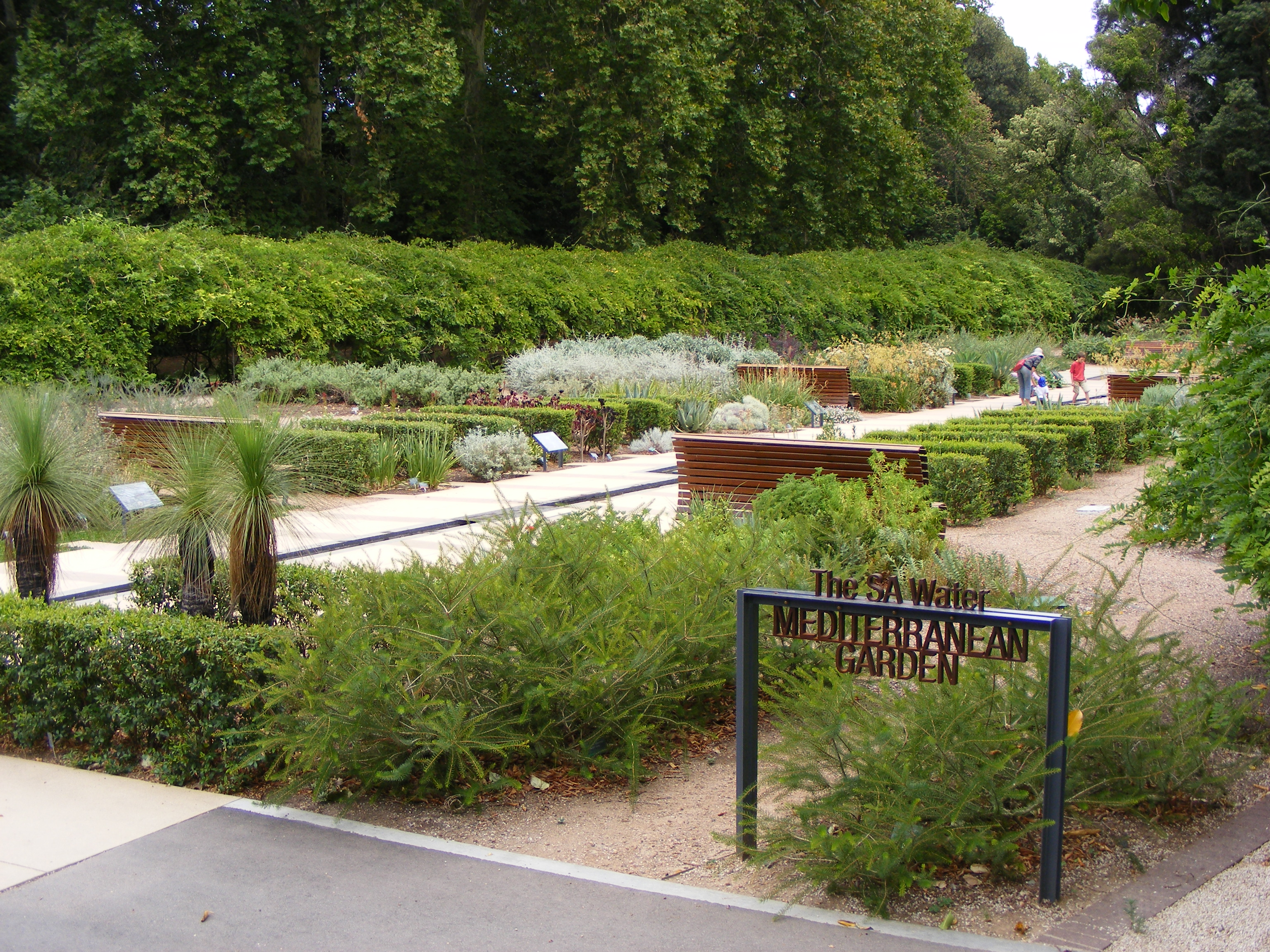
Средиземноморский сад
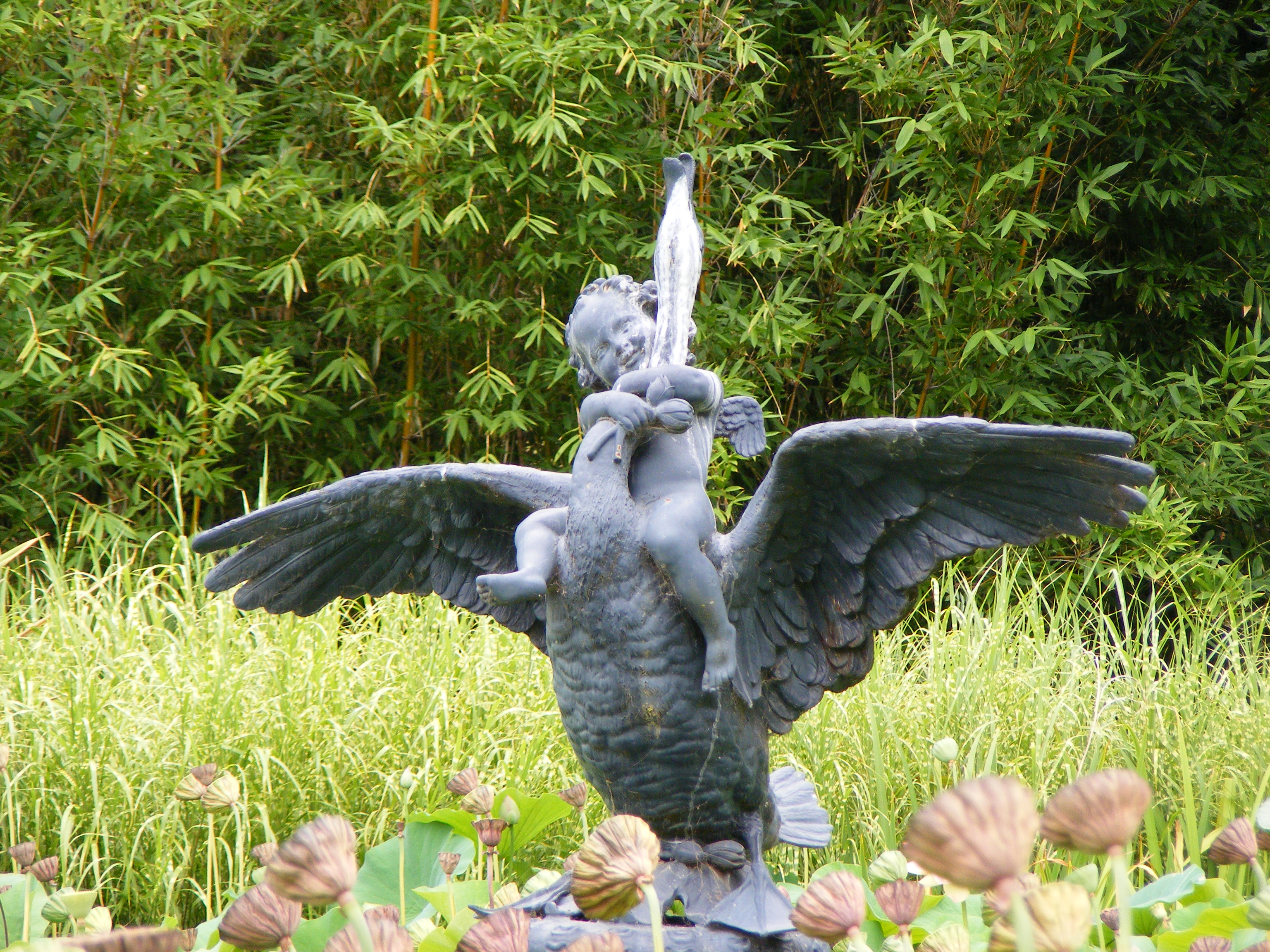
Статуя «Мальчик на лебеде»
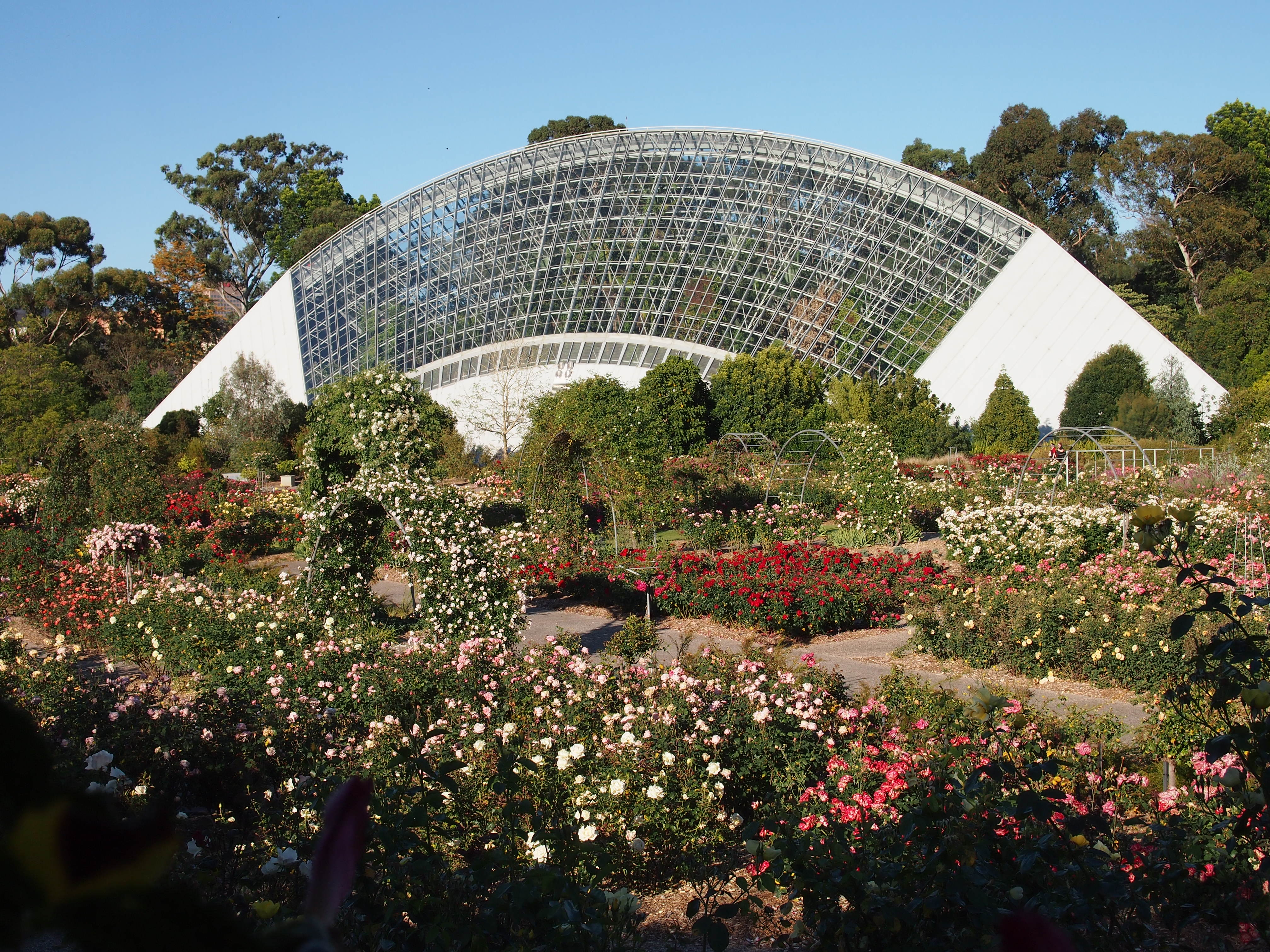
Сад роз и оранжерея Двухсотлетия

## Галерея

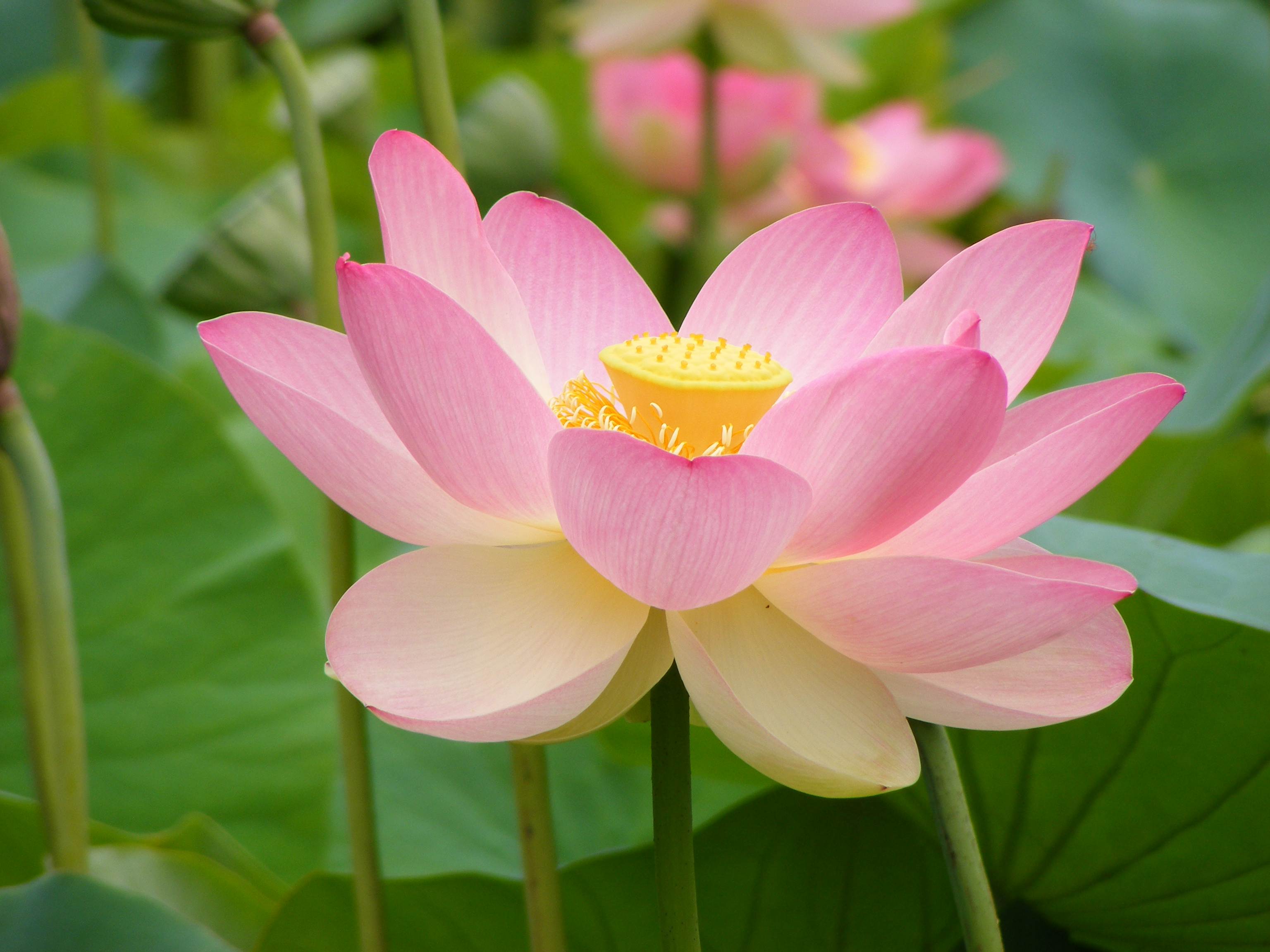
Nelumbo nucifera или «Священный лотос»
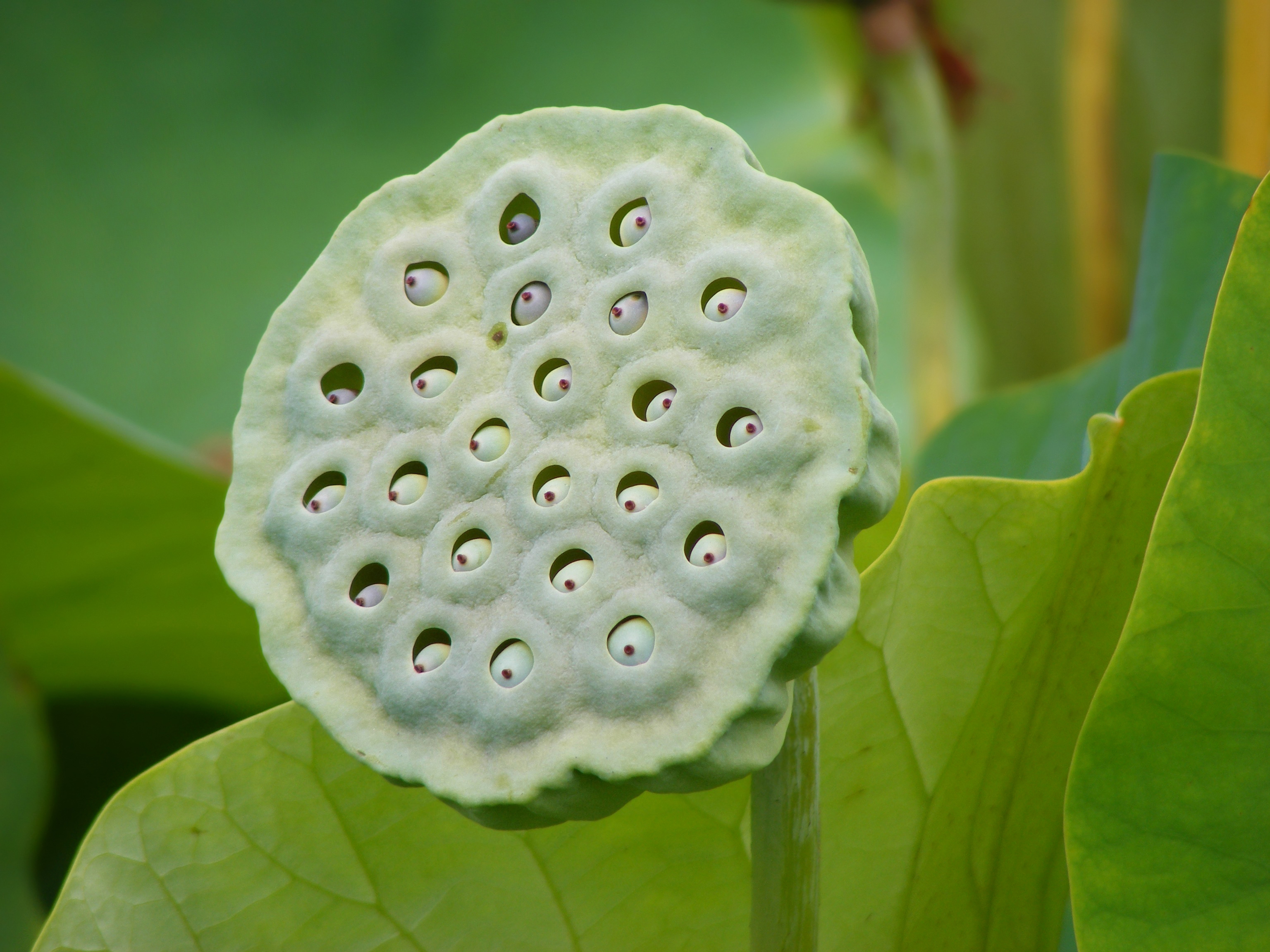
Nelumbo nucifera (плод)
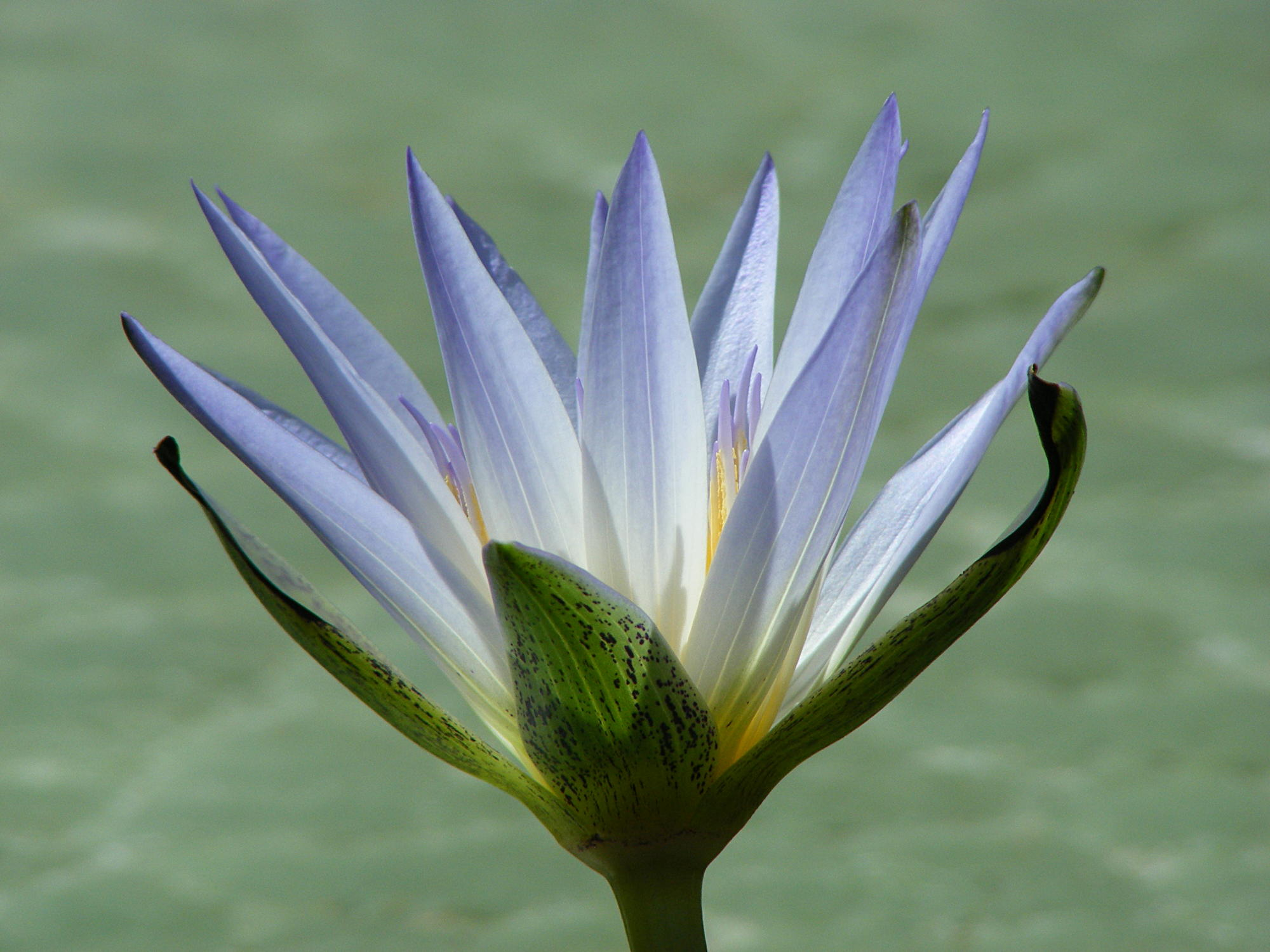
Nymphaea caerulea или «Священный голубой лотос»
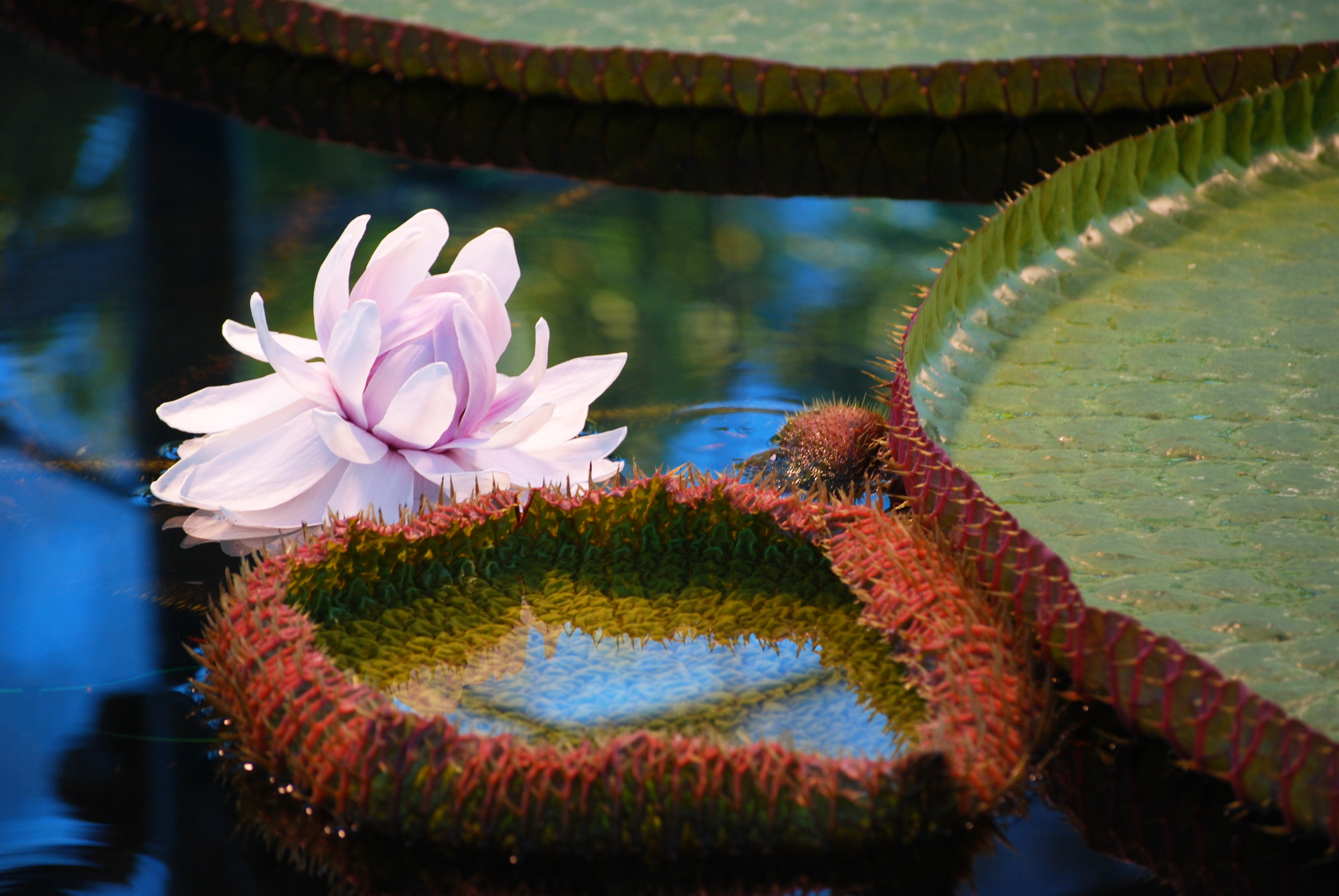
Victoria amazonica
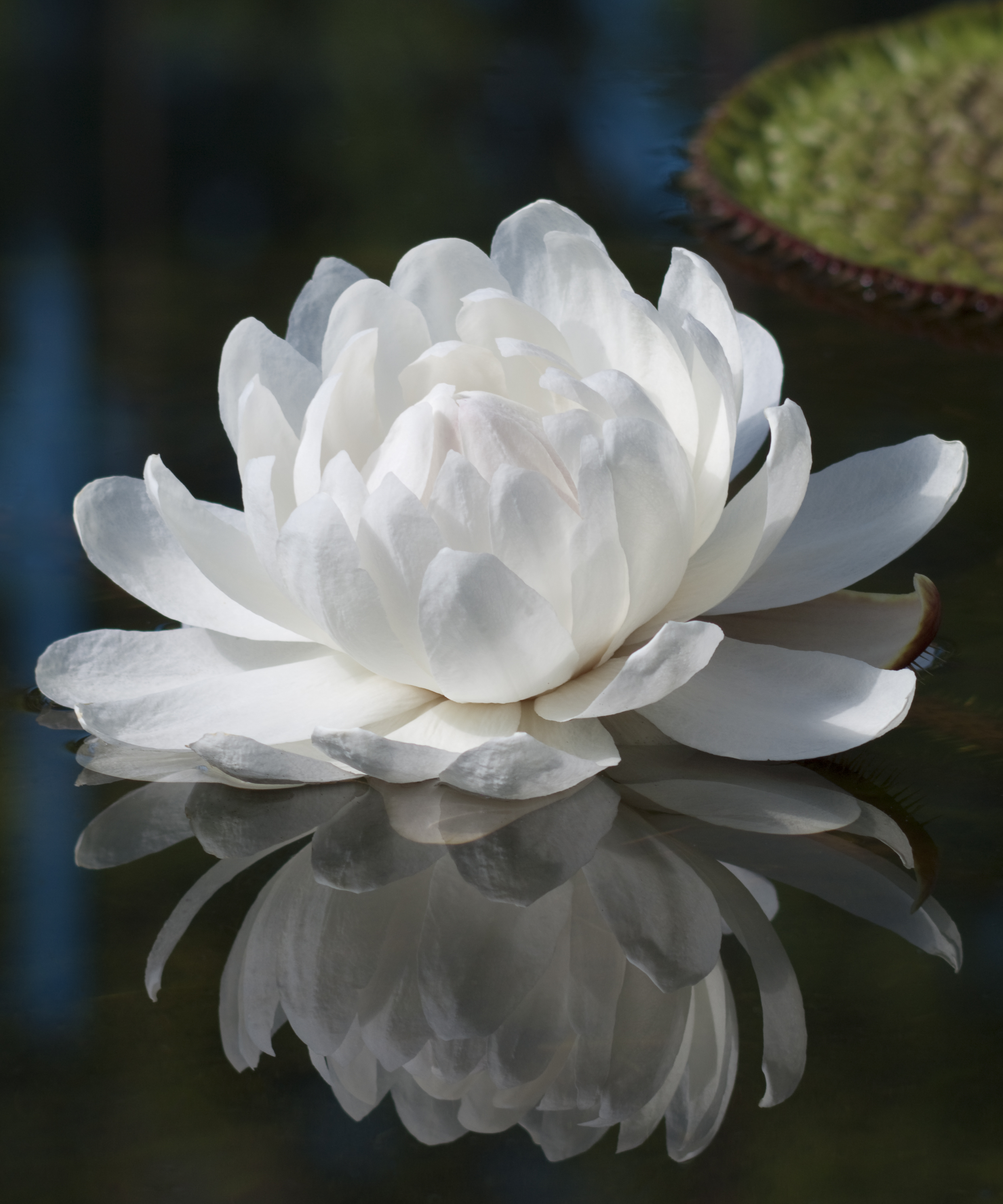
Victoria amazonica
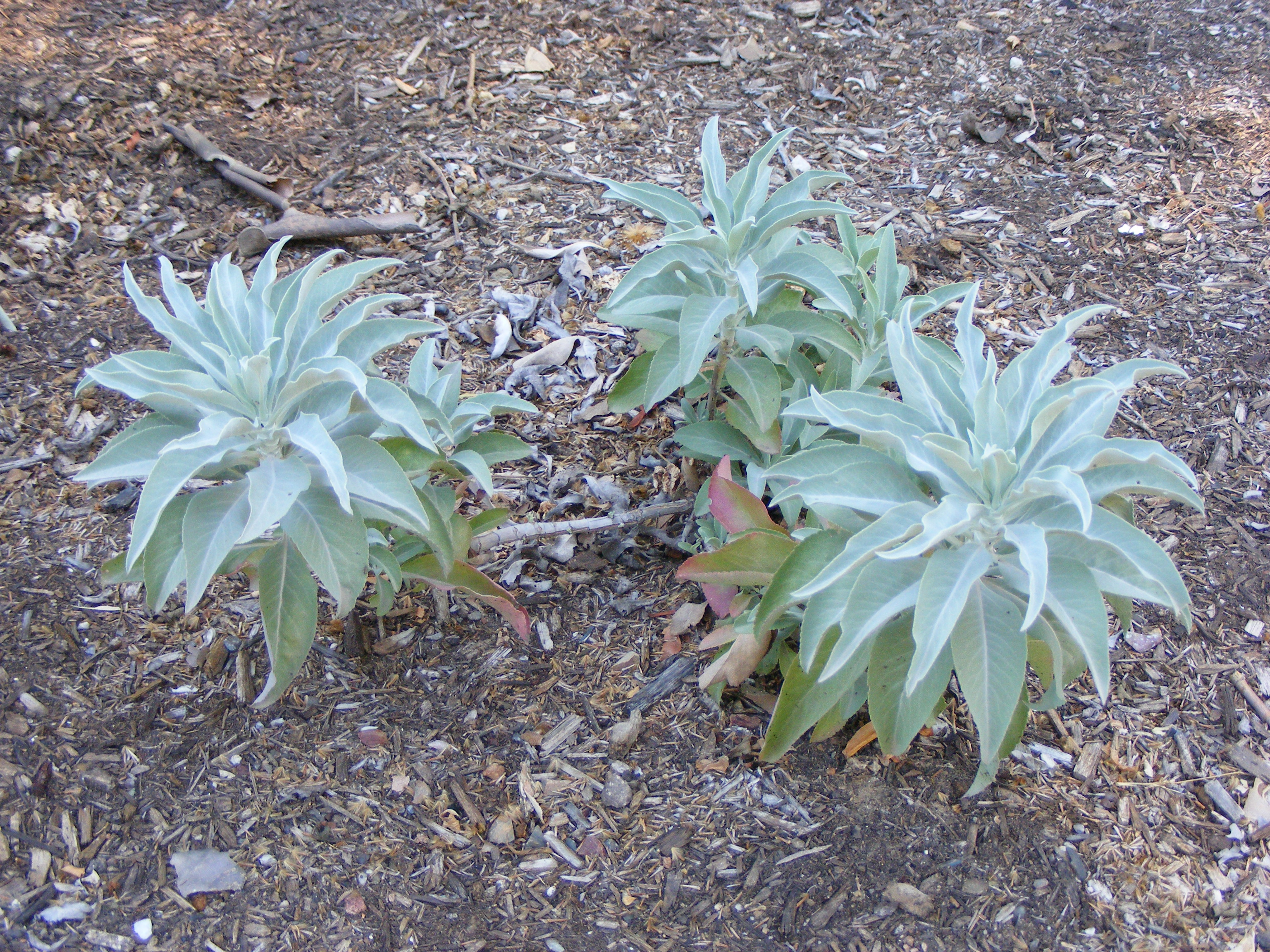
Salvia apiana
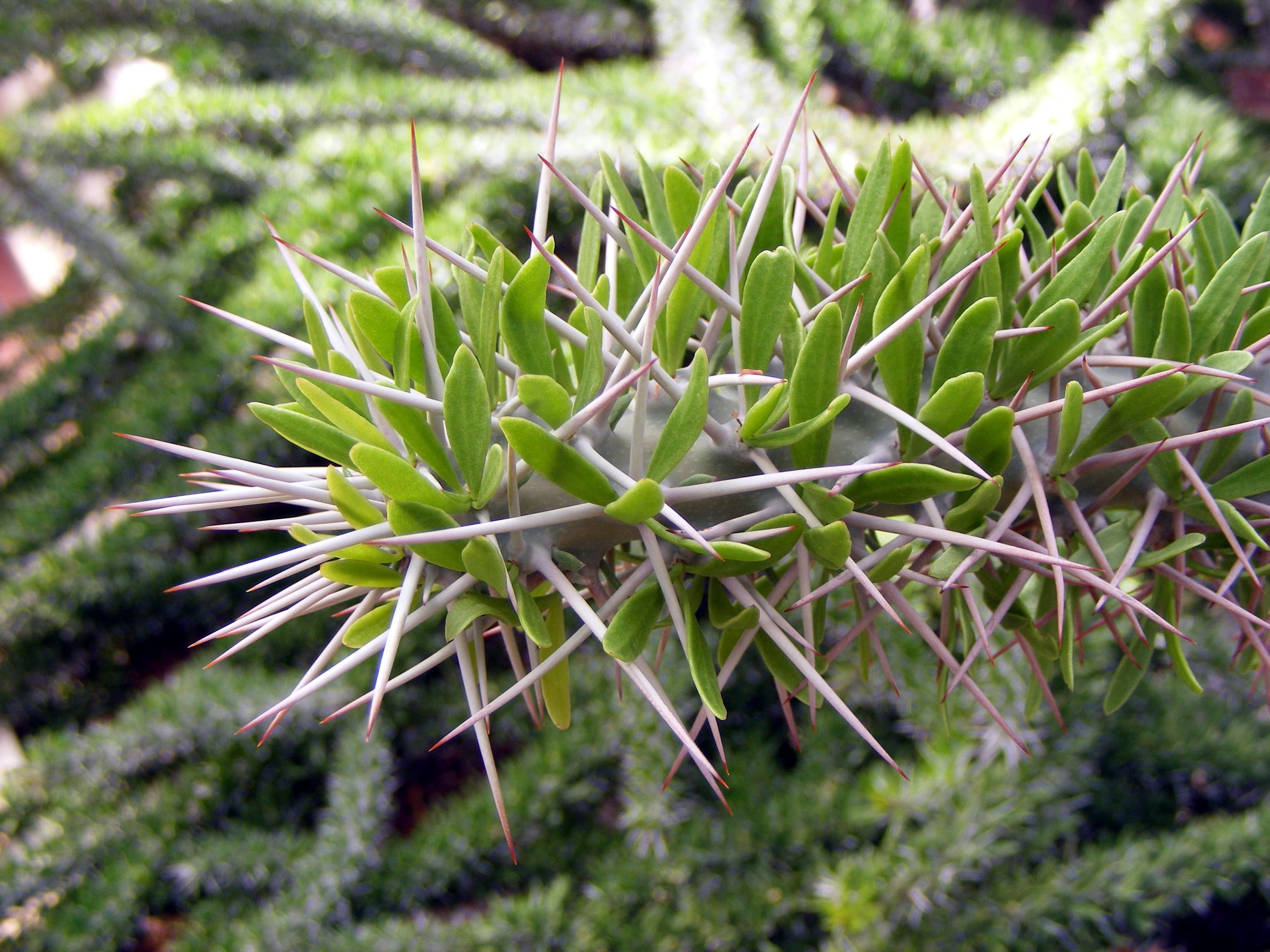
Didierea trollii
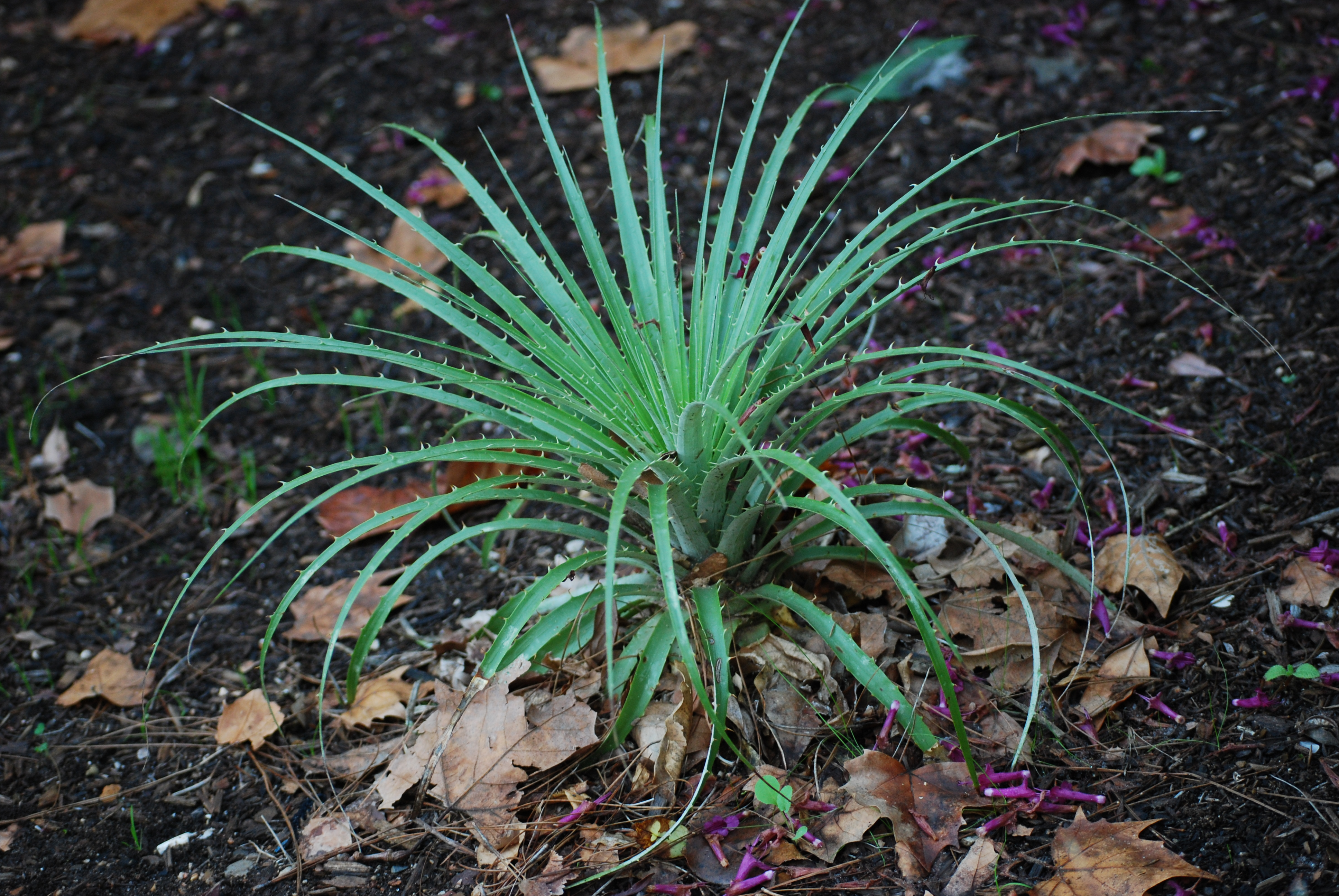
Puya alpestris
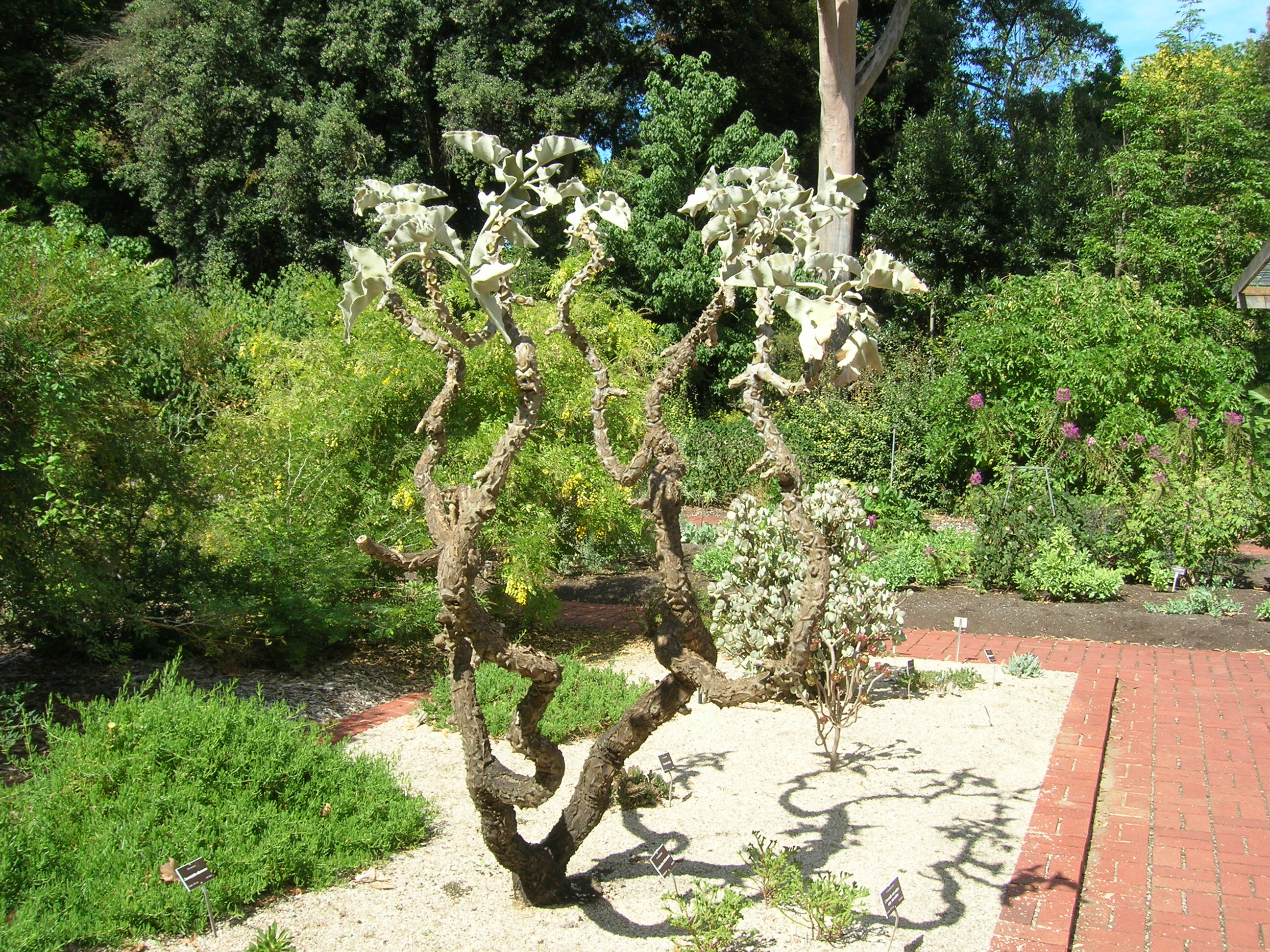
Каланхоэ бехарское